# James Basevi
James Basevi (* 21. Juni 1890 in Plymouth, England; † 27. März 1962 in Bellflower, Kalifornien) war ein US-amerikanischer Szenenbildner und Filmtechniker britischer Herkunft.

## Leben
James Basevi kam 1890 als Sohn von Ethel Wina (geb. Gill) und William Henry Basevi im englischen Plymouth zur Welt. Nach seinem Architekturstudium und seinem Militärdienst im Ersten Weltkrieg wanderte er im Jahr 1919 nach Kanada aus. Fünf Jahre später siedelte er in die Vereinigten Staaten über und begann in Hollywood seine filmische Laufbahn als Szenenbildner. Zunächst arbeitete er als Assistent des Filmarchitekten Cedric Gibbons, so auch bei King Vidors Stummfilm Die große Parade (1925), stieg bei MGM jedoch schnell selbst zum sogenannten Art Director auf. In den 1930er Jahren war er hauptsächlich für Spezialeffekte zuständig, so etwa bei den Katastrophenfilmen San Francisco (1936) und … dann kam der Orkan (1937), die mit innovativen Trickeffekten das Genre revolutionierten.
Bei William Wylers Literaturverfilmung Sturmhöhe (1939) kam er erneut als Szenenbildner zum Einsatz und erhielt dafür seine erste Oscar-Nominierung in der Kategorie Bestes Szenenbild. 1941 wechselte er zu 20th Century Fox, wo er 1944 zusammen mit Thomas Little und William S. Darling den Oscar für Das Lied von Bernadette gewinnen konnte. Im Laufe seiner Karriere arbeitete er mit einigen namhaften Regisseuren zusammen, darunter Fred Niblo, William Wyler, Henry King, Alfred Hitchcock, Ernst Lubitsch, Elia Kazan und vor allem John Ford. Für Hitchcocks Ich kämpfe um dich (1945) gestaltete er die Traumsequenzen nach Entwürfen Salvador Dalís.
1956 zog sich Basevi aus dem Filmgeschäft zurück. Er starb 1962 im Alter von 71 Jahren in Bellflower, Kalifornien, und wurde im Forest Lawn Memorial Park in Long Beach beigesetzt.

## Filmografie (Auswahl)
Szenenbild
- 1925: Ein König im Exil (Confessions of a Queen) – Regie: Victor Sjöström
- 1925: Die Revue schöner Frauen (Pretty Ladies) – Regie: Monta Bell
- 1926: Der verheiratete Junggeselle (Dance Madness) – Regie: Robert Z. Leonard
- 1926: Des Teufels Zirkus (The Devil’s Circus) – Regie: Benjamin Christensen
- 1926: Galgenhochzeit (Bardelys the Magnificent) – Regie: King Vidor
- 1926: Dämon Weib (The Temptress) – Regie: Fred Niblo
- 1938: Mein Mann, der Cowboy (The Cowboy and the Lady) – Regie: H. C. Potter
- 1939: Sturmhöhe (Wuthering Heights) – Regie: William Wyler
- 1939: Musik fürs Leben (They Shall Have Music) – Regie: Archie Mayo
- 1939: Verrat im Dschungel (The Real Glory) – Regie: Henry Hathaway
- 1940: Der Westerner (The Westerner) – Regie: William Wyler
- 1940: Der lange Weg nach Cardiff (The Long Voyage Home) – Regie: John Ford
- 1941: Tabakstraße (Tobacco Road) – Regie: John Ford
- 1941: A Yank in the R.A.F. – Regie: Henry King
- 1942: Abenteuer in der Südsee (Son of Fury: The Story of Benjamin Blake) – Regie: John Cromwell
- 1942: Nacht im Hafen (Moontide) – Regie: Archie Mayo
- 1942: Der Seeräuber (The Black Swan) – Regie: Henry King
- 1943: Ritt zum Ox-Bow (The Ox-Bow Incident) – Regie: William A. Wellman
- 1943: Hello, Frisco, Hello – Regie: H. Bruce Humberstone
- 1943: Die Wunderpille (Jitterbugs) – Regie: Malcolm St. Clair
- 1943: Der Tänzer auf den Stufen (Stormy Weather) – Regie: Andrew L. Stone
- 1943: Ein himmlischer Sünder (Heaven Can Wait) – Regie: Ernst Lubitsch
- 1943: Guadalkanal – die Hölle im Pazifik (Guadalcanal Diary) – Regie: Lewis Seiler
- 1943: Die Tanzmeister (The Dancing Masters) – Regie: Malcolm St. Clair
- 1943: Das Lied von Bernadette (The Song of Bernadette) – Regie: Henry King
- 1943: The Gang’s All Here – Regie: Busby Berkeley
- 1943: Die Waise von Lowood (Jane Eyre) – Regie: Robert Stevenson
- 1944: Das Rettungsboot (Lifeboat) – Regie: Alfred Hitchcock
- 1944: Scotland Yard greift ein (The Lodger) – Regie: John Brahm
- 1944: Fünf Helden (The Sullivans) – Regie: Lloyd Bacon
- 1944: Buffalo Bill, der weiße Indianer (Buffalo Bill) – Regie: William A. Wellman
- 1944: Pin Up Girl – Regie: H. Bruce Humberstone
- 1944: Zu Hause in Indiana (Home in Indiana) – Regie: Henry Hathaway
- 1944: Wilson – Regie: Henry King
- 1944: Schlüssel zum Himmelreich (The Keys of the Kingdom) – Regie: John M. Stahl
- 1945: Ich kämpfe um dich (Spellbound) – Regie: Alfred Hitchcock
- 1946: Feind im Dunkel (The Dark Corner) – Regie: Henry Hathaway
- 1946: Irgendwo in der Nacht (Somewhere in the Night) – Regie: Joseph L. Mankiewicz
- 1946: Faustrecht der Prärie (My Darling Clementine) – Regie: John Ford
- 1946: Duell in der Sonne (Duel in the Sun) – Regie: King Vidor
- 1947: The Shocking Miss Pilgrim – Regie: George Seaton
- 1947: 13 Rue Madeleine – Regie: Henry Hathaway
- 1947: Karneval in Costa Rica (Carnival in Costa Rica) – Regie: Gregory Ratoff
- 1947: Endspurt (The Homestretch) – Regie: H. Bruce Humberstone
- 1947: Der Hauptmann von Kastilien (Captain from Castile) – Regie: Henry King
- 1948: Bis zum letzten Mann (Fort Apache) – Regie: John Ford
- 1948: Spuren im Sand (3 Godfathers) – Regie: John Ford
- 1949: Der Teufelshauptmann (She Wore a Yellow Ribbon) – Regie: John Ford
- 1949: Panik um King Kong (Mighty Joe Young) – Regie: Ernest B. Schoedsack
- 1950: Westlich St. Louis (Wagon Master) – Regie: John Ford
- 1950: Tod im Nacken (To Please a Lady) – Regie: Clarence Brown
- 1951: Der Mordprozeß O’Hara (The People Against O’Hara) – Regie: John Sturges
- 1951: Colorado (Across the Wide Missouri) – Regie: William A. Wellman
- 1952: Nur dies eine Mal (Just This Once) – Regie: Don Weis
- 1952: My Man and I – Regie: William A. Wellman
- 1953: Arzt im Zwielicht (Battle Circus) – Regie: Richard Brooks
- 1953: Das letzte Signal (Island in the Sky) – Regie: William A. Wellman
- 1955: Jenseits von Eden (East of Eden) – Regie: Elia Kazan
- 1956: Der schwarze Falke (The Searchers) – Regie: John Ford

Spezialeffekte
- 1929: The Mysterious Island – Regie: Lucien Hubbard
- 1934: Tarzans Vergeltung (Tarzan and His Mate) – Regie: Cedric Gibbons
- 1936: San Francisco – Regie: W. S. Van Dyke
- 1937: Die gute Erde (The Good Earth) – Regie: Sidney Franklin
- 1937: … und ewig siegt die Liebe (History Is Made at Night) – Regie: Frank Borzage
- 1937: Sackgasse (Dead End) – Regie: William Wyler
- 1937: … dann kam der Orkan (The Hurricane) – Regie: John Ford
- 1938: Die Abenteuer des Marco Polo (The Adventures of Marco Polo) – Regie: Archie Mayo
- 1938: Blockade – Regie: William Dieterle

## Auszeichnungen
- 1940: Nominierung für den Oscar in der Kategorie Bestes Szenenbild für Sturmhöhe
- 1941: Nominierung für den Oscar in der Kategorie Bestes Szenenbild für Der Westerner
- 1944: Nominierung für den Oscar in der Kategorie Bestes Szenenbild zusammen mit Thomas Little, Joseph C. Wright für The Gang’s All Here
- 1944: Oscar in der Kategorie Bestes Szenenbild zusammen mit Thomas Little, William S. Darling für Das Lied von Bernadette
- 1946: Nominierung für den Oscar in der Kategorie Bestes Szenenbild zusammen mit Thomas Little, William S. Darling, Frank E. Hughes für Schlüssel zum Himmelreich